# Musikjahr 1562
Liste der Musikjahre

◄◄ | ◄ | 1558 | 1559 | 1560 | 1561 | Musikjahr 1562 | 1563 | 1564 | 1565 | 1566 | ► | ►►

Weitere Ereignisse
Dieser Artikel behandelt das Musikjahr 1562.

## Ereignisse

### Heiliges Römisches Reich

#### Hofkapelle von Kaiser Ferdinand I.
- Jakob Buus ist seit Spätherbst 1550 Mitglied der kaiserlichen Hofkapelle und Organist in Wien.
- Christian Hollander, der sich Ende 1557 der Hofkapelle von Kaiser Ferdinand I. in Innsbruck angeschlossen zu haben scheint, ist dort ab 1559 sicher als Mitglied der Hofkapelle dokumentiert und ist hier bis zum Tod von Kaiser Ferdinand 1564 geblieben.
- Lambert de Sayve, der vermutlich seine erste Ausbildung als Sängerknabe an der St.-Lambertus-Kathedrale in Lüttich erhalten hat, tritt schon in jungen Jahren, nach Aussage einiger Quellen 1562, in den Dienst der kaiserlichen Hofkapelle in Wien. In den Mitgliederlisten der Hofkapelle erscheint sein Name aber erst im Jahr 1568, als Philippe de Monte die Leitung der Kapelle übernommen hat.

#### Bayerischer Reichskreis

##### Herzogtum Bayern
- Ludwig Daser ist seit 1552 Kapellmeister der Münchner Hofkantorei.
- Franciscus Florius hat seit Herbst 1556 in München an der Hofkapelle von Herzog Albrecht V. eine Anstellung als Hofbassist. Neben seiner Tätigkeit als Sänger ist Florius, zusammen mit dem Hofkopisten Johannes Pollet, auch als Notenkopist eingesetzt.
- Johannes de Fossa ist seit dem letzten Vierteljahr 1559 Vizekapellmeister der Münchner Hofkapelle. In den vorhandenen Dokumenten wird Fossa allerdings weiterhin nur als Tenorist bezeichnet.
- Antonius Gosswin, der wahrscheinlich als Chorknabe in die Hofkapelle von Herzog Albrecht V. eingetreten ist, arbeitet als Alt-Sänger in der Hofkapelle.
- Orlando di Lasso hat seit September 1556 eine Anstellung als Tenorsänger am Hof Herzogs Albrecht V. in München. Dort bezieht er ein außerordentlich hohes Salär, was darauf hindeutet, dass er von Anfang an zeitweise neben Ludwig Daser auch als Kapellmeister tätig ist. Außerdem erhält er seit 1560 von Karl IX. von Frankreich eine Ehrenpension. 1562 leitet er die Hofkapelle auf Herzog Albrechts V. Reise nach Prag und Frankfurt zur Krönung von Maximilian II. zum böhmischen König und deutschen Kaiser. Ebenfalls 1562 erscheint Orlandos erfolgreichste Motettensammlung bei Berg und Neuber in Nürnberg, welche bis 1586 dreizehn weitere Nachdrucke erfährt.
- Francesco Londariti, der an der Kathedrale in Padua tätig war und 1561 – möglicherweise wegen Sympathien für die Reformation – das Veneto verlassen musste, arbeitet von 1562 bis 1566 als hoch geschätzter Musiker im Chor am herzoglichen Hof Albrechts V. in München unter Orlando di Lasso. Diese Zeit scheint seine kompositorisch fruchtbarste gewesen zu sein, wie die Kompositionen aus dieser Zeit zeigen, darunter zwei Motetten für die Hochzeit eines Johann Jakob Fugger und Kompositionen, die er an Kaiser Maximilian II. sendet.
- Ivo de Vento, der im Zuge der Anwerbung junger Sänger aus den Spanischen Niederlanden, vielleicht durch Orlando di Lasso, im September 1556 oder etwas später an den herzoglich-bayerischen Hof von Albrecht V. nach München gekommen ist, wirkt hier zunächst bis September 1559 als Sängerknabe unter dem Hofkapellmeister Ludwig Daser. Nach Eintritt des Stimmbruchs wird er wegen seiner Begabung nicht entlassen, sondern bekommt ein Stipendium für ein Studium in Italien und bleibt dort bis 1563.

#### Burgundischer Reichskreis

##### Markgrafschaft Antwerpen
- Antoine Barbé hat – nach den Akten der Kathedrale von Antwerpen – von 1527 bis 1562 die Stelle des Kapellmeisters inne; ihm folgt Gérard de Turnhout nach.
- Séverin Cornet lebt von 1555 bis 1564 in Antwerpen, wo er als Sänger tätig ist. In dieser Zeit heiratet er Jeanne Barbé, die Tochter des Komponisten Antoine Barbé.
- Noé Faignient bekommt 1561 das Bürgerrecht in Antwerpen und wirkt hier als Musiklehrer, wie Pierre François Sweerts (Franciscus Swertius) in seiner Veröffentlichung Athenae belgicae (Antwerpen 1628) schreibt: „Antverpiae aliquot annos iuventutem musicam docuit“.
- Rinaldo del Mel tritt am 3. März 1562 in die Singschule der Kathedrale Saint-Rombaud in seiner Heimatstadt Mecheln ein; dort wird er ab 1564 Unterricht vom Chorregenten Séverin Cornet erhalten.
- Gérard de Turnhout, der seit dem 3. April 1559 Kapellmeister an der Kathedrale Saint-Gommaire in Lierre war, kehrt 1562 an die Liebfrauenkirche Antwerpen zurück und übernimmt die Position eines Musikmeisters (maître de musique) in der Nachfolge von Antoine Barbé.

##### Grafschaft Flandern
- Cornelius Canis, der am 8. April 1561 in Gent sein Testament verfasst hatte, ist 1562 an einem nicht überlieferten Ort in Flandern verstorben (E. Jas 1997). Die frühere Annahme, Canis sei als Kaplan von Kaiser Ferdinand I. am 15. Februar 1561 in Prag verstorben (E. vander Straeten 1867), ist durch das Datums seines Testaments widerlegt.

##### Grafschaft Holland
- Cornelis Boskoop ist seit dem 1. Mai 1554 und bis März 1573 Organist an der Oude Kerk in Delft. Von ihm sind nur die „50 Psalmen Davids“ in Motettenform aus dem Jahr 1562 überliefert.
- Tielman Susato, der 1543 in Antwerpen ein dreijähriges Druckerprivileg erhalten hatte und hier in den Jahren 1543 bis 1561 drei Bände mit Messkompositionen, 19 Motetten- und 22 Chansonbücher, darüber hinaus eine Serie mit elf Bänden Musyck Boexken herausbrachte, hat seit 1561 seinen Wohnsitz in Alkmaar. Das Antwerpener Geschäft wird von seinem Sohn Jacob weitergeführt, der drei Jahre vorher in den Betrieb eingestiegen ist. Seine Übersiedelung war vielleicht von seiner calvinistischen Einstellung motiviert, wofür er in den nördlichen Niederlanden mit größerer Toleranz rechnen konnte. In Alkmaar hat Susato seit 1561 Positionen in der Verwaltung der Stadt.

#### Fränkischer Reichskreis

##### Hochstift Bamberg
- Der Name von Andrea Gabrieli befindet sich im Oktober 1562 zusammen mit dem von Orlando di Lasso in einem Verzeichnis des Quartiermeisters des Bistums Bamberg; beide befinden sich im Gefolge des bayerischen Herzogs Albrechts V., welcher zur Krönung von Kaiser Maximilian II. nach Frankfurt reist. An der Krönungsfeier selbst (24. November 1562) scheint Gabrieli nicht teilgenommen zu haben.

##### Reichsstadt Nürnberg
- Georg Forster lebt seit 1548 in Nürnberg, wo er zum Leibarzt von Abt Friedrich zu Hailsbronn ernannt wurde. In Nürnberg bleibt er 20 Jahre bis zu seinem Tod.
- Ambrosius Wilfflingseder hat etwa seit 1550 eine Anstellung an St. Sebald zu Nürnberg.

#### Kurrheinischer Reichskreis

##### Kurpfalz
- Jobst von Brandt ist seit 1548 Hauptmann in Waldsassen (Oberpfalz) und Verwalter des dortigen Klosters sowie Pfleger von Liebenstein bei Tirschenreuth.
- Mathias Gastritz, der am 22. Dezember 1561 zum Organisten der Stadt Amberg bestellt wurde, wirkt fast 30 Jahre lang in den Diensten der Stadt.
- Sebastian Ochsenkun ist seit 1544 Lautenmeister am kurpfälzischen Hof in Heidelberg.

#### Niederrheinisch-Westfälischer Reichskreis

##### Erzstift Cambrai
- Jean de Bonmarché ist ab 1560/1561 maître des enfants (Leiter der Chorknaben) an der Kathedrale Notre-Dame von Cambrai.

##### Hochstift Lüttich
- Ludovicus Episcopius wirkt seit 19. Oktober 1545 als zangmeester an der Kollegiatkirche St. Servatius in Maastricht. Er bekommt mehrere Benefizien und wird Mitglied der Bruderschaft der Kapläne als einer der scriptores chori. Diese Stellung behält er bis ins Jahr 1566.
- Jean De Latre ist seit November 1544 in der Nachfolge von Adam Lauri succentor an der Kirche St. Martin in Lüttich. Er leitet die Kapelle der Kirche fast 20 Jahre lang mit Geschick und Erfolg. Die Werke des Komponisten werden mit denen von namhaften Komponisten in vielen Sammelwerken (in den Niederlanden zwischen 1547 und 1564, in Deutschland zwischen 1561 und 1564) veröffentlicht.
- Johannes Mangon, der seine erste musikalische Ausbildung als duodenus an der Singschule (schola cantorum) der Gemeinde Saint Martin-en-Mont in Lüttich erhielt, wirkt von 1562 bis 1570 an der dortigen Kirche als Succentor.

##### Vereinigte Herzogtümer Jülich-Kleve-Berg
- Martin Peudargent ist Hofkomponist in den Diensten von Wilhelm V. von Jülich-Kleve-Berg.

#### Niedersächsischer Reichskreis

##### Fürstentum Braunschweig-Wolfenbüttel
- Johann Zanger der Ältere, der seit 1548 in Braunschweig als Rektor am Katharineum tätig war, ist seit 1553 Pfarrer an der Petrikirche.

##### Hamburg
- Jacob Praetorius der Ältere, der wahrscheinlich in seiner Heimatstadt Magdeburg Unterricht von Martin Agricola erhielt, ist von 1555 bis zu seinem Tod als Organist und Kirchenkomponist an zwei Kirchen in Hamburg nachweisbar.

#### Oberrheinischer Reichskreis

##### Hochstift Straßburg
- Wolff Heckel, der als Lautenist und Komponist in Straßburg gelebt hat, stirbt um das Jahr 1562. Die zweite Auflage seines Hauptwerkes, das Lautten Buch, erscheint 1562 mit geringfügigen Änderungen gegenüber der ersten Auflage.

#### Obersächsischer Reichskreis

##### Kurfürstentum Sachsen
- Joachim a Burck, der seine erste musikalische Ausbildung vermutlich in Magdeburg erhielt, studiert seit 11. April 1561 an der Universität Wittenberg.
- Gallus Dreßler, der 1557 die Universität Jena besucht hatte, wo Johann und Victorin Strigel ihn für die konfessionelle Überzeugung der Philippisten gewinnen konnten, ist seit 1558 als Nachfolger von Martin Agricola Kantor an der Lateinschule in Magdeburg. 1562 veröffentlicht er in Jena seine Zehen deudscher Psalmen.
- Wolfgang Figulus, der von 1549 bis 1551 als Thomaskantor der Thomasschule in Leipzig gewirkt hat, ist von 1551 bis zu seiner Pensionierung 1588 Kantor und Lehrer an der Fürstenschule in Meißen. Er unterrichtet die Fächer Musik, Latein und Religion und sorgt für die musikalische Gestaltung der Gottesdienste in der Afrakirche.
- David Köler, der 1556/57 Kantor in St. Joachimsthal (heute Jáchymov) war, ist von 1557 bis 1563 Kantor in Altenburg.
- Mattheus Le Maistre, der wahrscheinlich vor 1554 am bayerischen Hof in München gewirkt hat, ist seit 1554 sächsischer Hofkapellmeister als Nachfolger von Johann Walter; ab dieser Zeit sind seine Kompositionen fast ausschließlich gedruckt überliefert. Die Hofkapelle umfasst seinerzeit 40 Musiker. Hier übernimmt er auch die Traditionen von Johann Walter und Georg Rhau, vertont Teile von Luthers Kleinem Katechismus und komponiert Choralmotetten zu Luther-Liedern.
- Antonio Scandello, der 1549 mit fünf weiteren „welschen Musikern“ von Kurfürst Moritz von Sachsen bei einer Italienreise eingestellt wurde, ist Mitglied der Dresdner Hofkapelle. Er konvertiert 1562 zum Protestantismus. Dies steht im Zusammenhang mit dem Erwerb des späteren Kapellmeisterpostens und des Bürgerrechts der Stadt Dresden.
- Leonhart Schröter, der von 1545 bis 1547 die Fürstenschule in Meißen besucht hat, wirkt danach von 1561 bis 1576 als Stadtkantor in Saalfeld. 1562 veröffentlicht er in Wittenberg die Sammlung von Chorwerken 55 geistliche Lieder für protestantische Gesangweise mit 4 bis 7 Stimmen.
- Nikolaus Selnecker, der von Melanchthon 1557 als dritter Hofprediger nach Dresden empfohlen und daraufhin von Kurfürst August dorthin berufen wurde, ist seit 4. April 1559 Leiter der Hofkapelle in Dresden. Seit 14. Februar 1560 ist er auch Erzieher des Kurprinzen Alexander.
- Johann Walter, der seit 1548 Kapellmeister der Hofkantorei von Kurfürst Moritz war, lebt nach seiner Pensionierung 1554 in Torgau. Walters letzte Lebensjahre sind geprägt von Kompositionen und Dichtungen, die er seinen ehemaligen Landesherren widmet.

#### Österreichischer Reichskreis

##### Erzherzogtum Österreich
- Johannes de Cleve ist, worauf Belege hindeuten, ab dem Jahr 1553 Sänger (Tenorist) in der Hofkapelle des österreichischen Regenten Erzherzog Ferdinand (1503–1564) in Wien.
- Jakob Regnart ist seit dem Jahr 1557 Mitglied der Sängerkapelle am Habsburgischen Hof des Erzherzogs und späteren Kaisers Maximilians II. In diesem Dienst der Habsburger steht er für sein ganzes Leben.
- Jacobus Vaet ist seit dem 1. Januar 1554 Kapellmeister in der Hofkapelle von Erzherzog Maximilian II. in Wien. 1562 erscheinen von ihm in Venedig die beiden Motettensammlungen Modulationes, Liber 1 und Modulationes, Liber 2.
- Lorenz Wessel stellt 1562 – im damals protestantischen Steyr – im Alter von 33 Jahren eine Tabulatur vndt Ordnung der Singer in Steyer im Lande ob der Ens gelegen auf.

#### Schwäbischer Reichskreis

##### Augsburg
- Jacobus de Kerle, der im Herbst 1561 Bekanntschaft mit dem Bischof von Augsburg, Kardinal Otto Truchseß von Waldburg gemacht hatte, wird von diesem zum Kapellmeister seiner Privatkapelle ernannt, und de Kerle tritt sein neues Amt zu Anfang des Jahres 1562 an. Noch vor Ostern erscheint seine Motettensammlung Preces speciales bei Antonio Gardano in Venedig, und Kardinal von Waldburg sorgt dafür, dass seine Motetten beim Konzil von Trient (1545–1563) aufgeführt werden; sie werden nach Aussage de Kerles 1562 beinahe wöchentlich dreimal vor den Konzilsteilnehmern gesungen, was vielleicht einen gewissen Einfluss auf die Anschauungen der Konzilteilnehmer und ihre allgemeinen Beschlüsse zur Reform der Kirchenmusik hat, neben den neueren Werken von Palestrina. Die im gleichen Jahr erschienenen Sex missae des Komponisten sind Herzog Albrecht V. von Bayern gewidmet.

##### Freiburg im Breisgau
- Glarean, der seit 1529 Professor der Poetik, Geschichte und Geografie in Freiburg im Breisgau war, lebt nach seiner Emeritierung 1560 in Freiburg.

##### Herzogtum Württemberg
- Sigmund Hemmel, der bis 1554/55 Leiter der Stuttgarter Hofkapelle war, lebt in Stuttgart. 1562 wird er zum zweiten Mal Vater einer Tochter. Taufpatin ist wieder Agnes Weber, die Frau des Kapellmeisters Philip Weber, der als Nachfolger von Hammel seit 1554/55 die Stuttgarter Hofkapelle leitet.
- Balduin Hoyoul, der Sohn des Lütticher Bürgers Marcus Hoyoul, ist seit 1561 Diskant-Sänger im Chor der Stuttgarter Hofkapelle.

#### Nicht eingekreiste zum Heiligen Römischen Reich zugehörige Territorien und Stände

##### Alte Eidgenossenschaft
- Homer Herpol ist seit 1550 in Freiburg (Schweiz) als Kantor an der Kirche St. Nikolaus angestellt. Neben seiner Kantorentätigkeit wirkt Herpol auch am Dekanatsgericht, später auch am neu geschaffenen Chorgericht.

##### Herzogtum Mailand
- Matthias Hermann Werrecore, der von August bis Dezember 1559 beim Domchor in Mailand als Tenorsänger gewirkt hat, lebt vermutlich in Mailand. Nach Dokumenten von 1532 und 1561 besitzt Werrecore Eigentum vor Ort und hat aus zwei Ehen mindestens drei Kinder.

##### Herzogtum Modena und Reggio
- Luzzasco Luzzaschi, der in seiner Jugend Schüler des flämischen Komponisten Cipriano de Rore war, ist seit Mai 1561 Organist am Hof des Herzogs Alfonso II. d’Este.
- Giaches de Wert, der ab Mitte der 1550er Jahre offenbar vorübergehend in Ferrara gewirkt hat, lebt seit 1557 – überredet von Cipriano de Rore – wieder in Novellara bei Graf Alfonso I. Gonzaga.

##### Herzogtum Parma
- Cipriano de Rore, der 1560 von der Regentin der Niederlande, Margarethe von Parma an den Hof ihres Gatten Ottavio Farnese nach Parma vermittelt wurde und hier am 18. Februar 1561 sein erstes Gehalt bekommt, komponiert zu Ehren des im Dezember 1562 verstorbenen Adrian Willaert die Motette Concordes adhibete animos.

##### Herzogtum Toskana
- Paolo Aretino, der bis 1547 als Kantor am Dom von Arezzo gewirkt hat, ist danach bis zu seinem Tode im Jahr 1584 an Santa Maria della Pieve, ebenfalls in Arezzo, tätig.
- Francesco Corteccia steht seit dem Jahr 1539 im Dienst der Familie de’ Medici und bekleidet die Stelle des Kapellmeisters am Hofe des Herzogs Cosimo I. Zu seinen zahlreichen Schülern gehören Cristofano Malvezzi und Luca Bati (1546–1608).
- Nicolao Dorati wirkt seit 1543 in der Stadtkapelle von Lucca, zunächst als Posaunist und seit 1557 für über zwanzig Jahre als Kapellmeister.
- Vincenzo Galilei, der um das Jahr 1560 nach Pisa gezogen ist, heiratet 1562 Giulia Ammannati (gestorben 1620) aus einer angesehenen Familie von Tuchhändlern aus Pisa. Aus der Ehe werden sechs oder sieben Kinder hervorgehen, darunter 1564 Galileo Galilei und 1575 der Lautenist und Komponist Michelangelo Galilei.
- Cristofano Malvezzi, Sohn des Organisten und Orgelbauers Niccoló Malvezzi, wird 1562 Canonico soprannumerario und ab 1572 regulärer Kanoniker an San Lorenzo in Florenz.
- Giovanni Piero Manenti ist seit März 1557 Organist an S. Giovanni in Florenz.
- Alessandro Striggio der Ältere, der aus einem Aristokratengeschlecht entstammt, hält sich vermutlich in Florenz auf, wo er um 1560 die ersten Kontakte zu den Medici knüpft. Während der 1560er Jahre komponiert er zahlreiche Intermedi für Hochzeiten, Besuche und andere festliche Anlässe der Medici.

### Königreich England und Irland

#### Chapel Royal von Elisabeth I.
- William Daman zieht 1562 – möglicherweise auf eine Einladung des Ersten Earl of Dorset, Thomas Sackville – nach London. Dort tritt er in die Dienste der Königin Elisabeth I. und verbringt den Rest seines Lebens in England.
- Richard Edwards, der seine Ausbildung in Cambridge und Oxford absolviert hat, hat seit 1561 die Leitung des Kinderchores an der Chapel Royal.
- Alfonso Ferrabosco der Ältere kommt vermutlich 1562 mit seinem Onkel das erste Mal nach England. Hier wird er von Königin Elisabeth I. angestellt.
- Robert Parsons taucht 1560/1561 erstmals in einem Rechnungsbuch der Londoner Chapel Royal auf, aber seine genaue damalige Funktion ist nicht genannt.
- Thomas Tallis, der 1543 zum „Gentleman of the Chapel Royal“ in London ernannt wurde, bekleidet dieses Amt in den folgenden 40 Jahren.

#### Cambridge
- Anthony Holborne beginnt 1562 sein Studium an der Universität Cambridge.

### Königreich Frankreich

#### Chapelle Royale von Karl IX.
- Jakob Arcadelt ist ab 1554 als Sänger am Hof des späteren französischen Königs Karl IX. in Paris belegt, wo er bis zu seinem Tod bleibt. Zur gleichen Zeit steht er im Dienst des humanistisch orientierten Kardinals von Lothringen, Charles de Guise (1524–1574), der ebenfalls in Paris residiert.
- Guillaume Costeley ist nach seiner Ausbildung von 1560(?) bis 1570 Hoforganist am Hof von Karl IX.

#### Lyon
- Paschal de l’Estocart hält sich zwischen 1559 und 1565 in Lyon auf.

#### Metz
- Claude Goudimel, der wahrscheinlich seit 1549 und bis 1557 an der Universität Paris studiert hatte und seit 1553 Teilhaber des Verlagshauses von Nicolas Du Chemin (1520–1576) ist, lebt ab 1557 bis etwa 1567 in Metz.

#### Paris
- Pierre Certon, der seit 1529 in Paris an Notre-Dame und hier seit 1542 als Leiter des Knabenchores gearbeitet hat, lebt seit 1560 in seiner Heimatstadt Melun.
- Adrian Le Roy lebt in Paris und ist musikalischer Leiter des von ihm mit seinem Vetter Robert Ballard 1551 gegründeten Musikverlags Le Roy & Ballard.

### Italienische Staaten

#### Kirchenstaat
- Giovanni Animuccia ist seit 1555 als Nachfolger von Giovanni Pierluigi da Palestrina Kapellmeister der Cappella Giulia an St. Peter im Vatikan.
- Filippo Azzaiolo ist in seiner Geburtsstadt Bologna ab etwa 1557 als Sänger aktiv und verbringt dort sein gesamtes Leben. Zu seiner Zeit war in Norditalien die Villotta, ein durchkomponiertes vierzeiliges volkstümliches Lied von tänzerischem Charakter, dessen Ursprung wohl in Venedig lag, sehr beliebt. Azzaiolo komponiert neben einigem anderen drei Bände dieser Werke, die darin als Villote alla Padona bezeichnet sind.
- Giulio Caccini ist wahrscheinlich Mitglied im Knabenchor der Cappella Giulia des Petersdoms.
- Ghiselin Danckerts ist seit 1538 Sänger der päpstlichen Kapelle in Rom. Er übt dieses Amt bis 1565 aus.
- Ghinolfo Dattari erhält ab Februar 1555 in Bologna eine Anstellung als Sänger in der Kapelle von San Petronio, der er 62 Jahre lang, bis zu seinem Tode angehört.
- Domenico Ferrabosco, der seit 1551 Sänger der päpstlichen Kapelle in Rom war, ist seit 1555 Kapellmeister in seiner Heimatstadt Bologna.
- Giovanni Maria Nanino wird in den Rechnungsbüchern des Kardinals Ippolito II. d’Este ab März 1562 als “cantore” geführt. In diesem Amt begleitet er den Kardinal nach Frankreich, wohin Papst Pius IV. Ippolito in diplomatischer Mission entsendet. Die Verbindung mit dem einflussreichen Kardinal, der der pro-französischen Fraktion in Rom angehört, dürfte die Karriere des jungen Nanino wesentlich gefördert haben.
- Giovanni Pierluigi da Palestrina, der am 3. August 1560 sein Amt als Kapellmeister der Cappella Pia an San Giovanni in Laterano, dem römischen Bischofssitz des Papstes, verlassen hatte, ist seit 1. März 1561 in Rom Leiter der Cappella Liberiana an Santa Maria Maggiore, dem Ort seiner Ausbildung. Hier bleibt er etwa vier Jahre lang. In dieser Zeit gibt es 1562 im letzten Teil des Konzils von Trient (1545–1563) Diskussionen zur Liturgiereform und zur Kirchenmusik, und Palestrinas Musik stößt auf das besondere Interesse von Kardinal Rodolfo Pio da Carpi (1500–1564) und den ihn umgebenden Kreis von Konzilsteilnehmern. Palestrina widmete dem Kardinal ein Jahr später seinen liturgischen Jahreszyklus von Motetten, Motecta festorum totius anni, seinen ersten Individualdruck.

#### Königreich Neapel
- Diego Ortiz wirkt seit 1553 am vizeköniglichen Hof in Neapel. Fernando Álvarez de Toledo, 3. Herzog von Alba ernennt ihn zu seinem Kapellmeister (Maestro de Capilla).

#### Republik Venedig
- Baldissera Donato ist seit 1550 als Sänger – zunächst an San Marco in Venedig – aktiv und wirkt auch in der Ausbildung der Sänger.
- Antonio Gardano, der seit 1532 in Venedig lebt und hier einen Musikverlag und eine Druckerei gegründet hat, gibt zwischen 1538 und 1569 rund 450 Publikationen, vor allem Madrigale und geistliche Musik heraus. Von den noch 388 erhaltenen Drucken sind nur zwei nicht musikalischen Inhalts.
- Giorgio Mainerio, der sich in den Jahren ab 1560 um eine Stelle als Kaplan und altarista an der Kirche Santa Maria Annunziata in Udine beworben hat, verbringt in Udine die Jahre 1560 bis 1570. Dank seines erworbenen musikalischen Fachwissens und des Unterrichts, den er bei zwei örtlichen Musikautoritäten, den Kapellmeistern Gabriele Martinengo und Ippolito Chiamaterò genießt, beginnt er seine erfolgreiche musikalische Laufbahn.
- Florentio Maschera, der seine erste Anstellung als Organist im Kloster „Santo Spirito in Isola“ vor Venedig erhielt, ist seit 22. August 1557 Organist an der Kathedrale von Brescia.
- Claudio Merulo, der seit 1556 als Organist in Brescia gearbeitet und sich 1557 um den Posten eines zweiten Organisten am Markusdom in Venedig beworben hatte, erhält diese Position und übt sie bis 1566 aus.
- Philippe de Monte, der sich vermutlich seit Ende der 1550er Jahre in Italien aufhält, kommt für die Nachfolge von Adrian Willaert als Kapellmeister an San Marco 1562 in die engere Wahl.
- Annibale Padovano ist von 1552 bis 1565 erster Organist am Markusdom in Venedig. Padovano ist an der Einführung des wechselseitigen Musizierens der zwei auf gegenüberliegenden Emporen postierten Orgeln und Chöre beteiligt, woraus sich mit Adrian Willaert die Venezianische Mehrchörigkeit entwickelt.
- Costanzo Porta lebt seit 1549 in Venedig und war dort Schüler des Komponisten Adrian Willaert.
- Vincenzo Ruffo, der nach der Priesterweihe zunächst nur geistliche Ämter in Verona und Mailand versah, wirkt seit 1551 – nach der Rückkehr in seine Heimatstadt Verona – als Maestro di musica an der Accademia Filarmonica, ab 1554 auch als Domkapellmeister. Seit 1560 ist er Anhänger der Gegenreformation und folgt danach in seinen Werken den Empfehlungen des Konzils von Trient.
- Adrian Willaert, der seit dem 12. Dezember 1527 Domkapellmeister zu San Marco in Venedig war, stirbt am 7. Dezember 1562. Der Komponist, der in den letzten Jahren in Venedig von Krankheit gezeichnet war, hatte sein letztes Testament am 12. November 1562 als Bettlägeriger diktiert. Schon während seiner Krankheit werden die Aufgaben des Kapellmeisters von Francesco Violante wahrgenommen, der seit 1542 als Gesangslehrer an San Marco wirkt; dieser führt die Vertretung weiter bis zum Amtsantritt von Cipriano de Rore im Jahr 1563.

### Königreich Polen und Großfürstentum Litauen

#### Hofkapelle von Sigismund II. August
- Valentin Bakfark ist von 1549 bis 1566 Lautenist am Hof des polnischen Königs und Großfürsten von Litauen Sigismund II. August in Vilnius.
- Mikołaj Gomółka lebt am Hof von König Sigismund II. August von Polen. Er ist als königlicher Fistulator (hervorragende Instrumentalist des Königs) Mitglied der Hofkapelle.

#### Danzig
- Franciscus de Rivulo, der vermutlich aus den Niederlanden stammt, wirkt in Danzig und wird in den Unterlagen der Marienkirche in Danzig aus dem Jahr 1560 als Kantter bezeichnet.

#### Krakau
- Krzysztof Borek, der zunächst Chorknabe und später Mitglied der Krakauer Hofkapelle war, ist von 1556 bis 1572 deren Kapellmeister.

##### Vilnius
- Cyprian Bazylik steht seit 1556 in den Diensten des Fürsten Mikołaj Radziwiłł der Schwarze in Vilnius.

### Königreich Spanien

#### Hofkapelle von Philipp II.
- Antonio de Cabezón ist Hoforganist Philipps II.
- Miguel de Fuenllana wirkt ab dem Jahr 1560 am Hof von Elisabeth von Valois, der dritten Frau von König Philipp II., in der Stellung eines Kammermusikers mit einem Jahresgehalt von 50.000 Maravedís und bleibt hier bis Juni 1569.
- George de La Hèle, der vermutlich seine musikalische Ausbildung an der Kirche zu Unsrer Lieben Frau in seiner Heimatstadt Antwerpen bei Antoine Barbé erhalten hat, gehört zu einer Gruppe von Chorknaben, die im Jahr 1560 nach Spanien gegangen sind, um an der Hofkapelle von König Philipp II. in Madrid unter der Leitung von Pierre de Manchicourt am Musikleben des Hofs und an der Gestaltung der Gottesdienste mitzuwirken. Nach eigener Aussage übt er diesen Dienst zehn Jahre lang aus und ist während der letzten Jahre zu Studien an der Universität von Alcalá eingeschrieben.
- Pierre de Manchicourt ist in der Nachfolge von Nicolas Payen seit April 1559 Hofkapellmeister von König Philipp II. von Spanien.

#### Baeza
- Juan Bermudo ist seit dem 24. Juni 1560 einer der vier definidores der andalusischen Ordensprovinz.

#### La Seu d’Urgell
- Joan Brudieu ist seit 1548 Kapellmeister auf Lebenszeit der Kathedrale von La Seu d’Urgell. Diese Position behält er – mit Unterbrechungen – bis kurz vor seinem Tode 1591.

#### Sevilla
- Francisco Guerrero ist seit 1551 Assistent von Kapellmeister Fernández de Castileja und Chorregent an der Kathedrale von Sevilla.
- Alonso Mudarra ist seit dem 18. Oktober 1546 Kanoniker an der Kathedrale von Sevilla. In dieser Stadt hat er einen bedeutenden Einfluss auf das Musikleben und bleibt dort noch 34 Jahre bis an sein Lebensende. Zu seinen Aufgaben an der Kathedrale gehört die Leitung aller musikalischen Aktivitäten. Hierzu gehören die Beauftragung von Instrumentalisten, der Kauf und die Leitung des Aufbaus einer neuen Orgel und die enge Zusammenarbeit mit Komponisten für die vielfältigen festlichen Anlässe.

## Instrumentalmusik

### Für Laute
- Francesco da Milano – Intabolatura di Liuto, Libro Terzo: Noten und Audiodateien im International Music Score Library Project; darin:
  - Canzona Francese: Noten und Audiodateien im International Music Score Library Project
  - Fantasia: Noten und Audiodateien im International Music Score Library Project

## Vokalmusik

### Geistlich
- Cornelis Boscoop – Psalmen Dauid 50 mit 4 partyen: Noten und Audiodateien im International Music Score Library Project; darin:
  - Psalm 107 zu vier Stimmen: Noten und Audiodateien im International Music Score Library Project
  - Psalm 139 zu vier Stimmen: Noten und Audiodateien im International Music Score Library Project
- Ulrich Campell – Cudesch da Psalms
- Jacobus Clemens non Papa – Motette Domine, ne memineris zu vier Stimmen: Noten und Audiodateien im International Music Score Library Project
- Gallus Dreßler – Zehen deudscher Psalmen, Jena
- Claude Goudimel – fünftes Buch mit Psalmen zu vier und fünf Stimmen, Paris: Le Roy & Ballard
- Jacobus de Kerle
  - Sex missae zu vier bis fünf Stimmen, Liber 1, Venedig
  - Preces speciales pro salubri generalis Concilii successu zu vier Stimmen, Venedig: Noten und Audiodateien im International Music Score Library Project
- Orlando di Lasso
  - Sacrae cantiones zu vier Stimmen, Nürnberg: Johann vom Berg & Ulrich Neuber
  - Missa super In me transierunt zu fünf Stimmen, LV Anh.87: Noten und Audiodateien im International Music Score Library Project
  - Motette Non vos me elegistis zu fünf Stimmen, LV 123 (Lassus, Orlande de): Noten und Audiodateien im International Music Score Library Project
  - Motette Surgens Jesus Dominus noster zu fünf Stimmen, LV 127: Noten und Audiodateien im International Music Score Library Project
- Philippe de Monte – erstes Buch mit Madrigalen zu vier Stimmen, Venedig: Angelo Gardano
- Giovanni Pierluigi da Palestrina – Missa Papae Marcelli
- Franciscus de Rivulo – Nuptiae factae sunt, Deficiente vino (1562/1563)
- Rocco Rodio
  - Missarum decem liber primus, Rom (Messen für 4–6 Stimmen)
  - Missa Dominicalis: Noten und Audiodateien im International Music Score Library Project
- Leonhart Schröter (Hrsg.) – 55 geistliche Lieder für protestantische Gesangweise zu 4 bis 7 Stimmen, Wittenberg
- Jacobus Vaet
  - Motetten-Sammelband Modulationes, Liber 1 zu fünf Stimmen, Venedig
  - Motetten-Sammelband Modulationes, Liber 2 zu fünf bis sechs Stimmen, Venedig

### Weltlich
- Andrea Festa I – Madrigal Crudel di che peccat'a doler t'hai zu drei Stimmen; in: Primo libro delle muse a tre voci: Noten und Audiodateien im International Music Score Library Project
- Andrea Gabrieli – Madrigal I' vo piangendo zu fünf Stimmen; in: I dolci et harmoniosi concenti, Venedig: Noten und Audiodateien im International Music Score Library Project
- Gioseffo Guami – Madrigal Gravi pene in amor si provan molte zu fünf Stimmen; in: I dolci et harmoniosi concenti: Noten und Audiodateien im International Music Score Library Project
- Orlando di Lasso – Chanson Ce faux amour zu vier Stimmen, LV 133: Noten und Audiodateien im International Music Score Library Project
- Vicente Lusitano – Madrigal Allor che ignuda: Noten und Audiodateien im International Music Score Library Project
- Claudio Merulo – Madrigal Ingiustissimo Amor, perche si raro zu fünf Stimmen; in: I dolci et harmoniosi concenti: Noten und Audiodateien im International Music Score Library Project
- Philippe de Monte – Madrigal Il primo libro de madrigali zu vier Stimmen
- Cipriano de Rore – Li madrigali libro quarto, Venedig
- François Roussel – Il primo libro de madrigali a cinque voci, insiemi de altri autori…, Venedig
- Giulio Schiavetti – Madrigal Era il bel viso suo zu fünf Stimmen; in: I dolci et harmoniosi concenti: Noten und Audiodateien im International Music Score Library Project
- Girolamo Scotto (Hrsg.)
  - Il primo libro delle muse zu drei Stimmen, Venedig: Girolamo Scotto: Noten und Audiodateien im International Music Score Library Project
  - Il secondo libro delle muse zu drei Stimmen, Venedig: Girolamo Scotto: Noten und Audiodateien im International Music Score Library Project
- Gioseffo Zarlino – Madrigal I vo piangendo zu fünf Stimmen; in: I Dolci et Harmoniosi Concenti […] Sopra Varii Soggetti a Cinqve Voci, Libro Primo: Noten und Audiodateien im International Music Score Library Project

## Musiktheoretische Schriften
- Illuminato Aiguino – La illuminata de tutti i tuoni di canto fermo, Venedig: Antonio Gardano: Noten und Audiodateien im International Music Score Library Project
- Pietro Aron – Thoscanello de la musica, 4. Auflage
- Giovanni Camillo Maffei – Delle lettere del Sr. Gio. Camillo Maffei da Solofra: Noten und Audiodateien im International Music Score Library Project

## Geboren

### Geburtsdatum gesichert
- 07. März: Georg Endter der Ältere, deutscher Buchhändler und Verleger († 1630)[1]
- 21. April: Valerius Herberger, deutscher lutherischer Theologe, Erbauungsschriftsteller und Kirchenliederdichter in Polen († 1627)
- 26. Mai: Andreas Osiander der Jüngere, deutscher lutherischer Theologe und Kirchenlieddichter († 1617)
- 15. August: Caspar Haßler, deutscher Organist und Musikherausgeber († 1618)
- 12. Oktober (oder 26. März 1564): Jakob Magirus, deutscher evangelischer Geistlicher und Kirchenlieddichter († 1624)
- 31. Oktober: Adam Haslmayr, deutscher theosophischer Schriftsteller und Komponist († 1630)
- 18. Dezember: Philipp Dulichius, deutscher Komponist († 1631)
- 30. Dezember: Henning Dedekind, deutscher Komponist († 1626)

### Genaues Geburtsdatum unbekannt
- Bartholomäus Gesius, deutscher Kantor und Komponist († 1613)

### Geboren um 1562
- John Bull, englischer Organist, Cembalist und Komponist († 1628)
- Juan Esquivel Barahona, spanischer Komponist und Kapellmeister († um 1625)[1]
- Ferdinand de Lassus, deutscher Komponist († 1609)[1]
- Vincenzo Pellegrini, italienischer Komponist und Kapellmeister († 1630)
- Andreas Raselius, deutscher Komponist († 1602)

## Gestorben

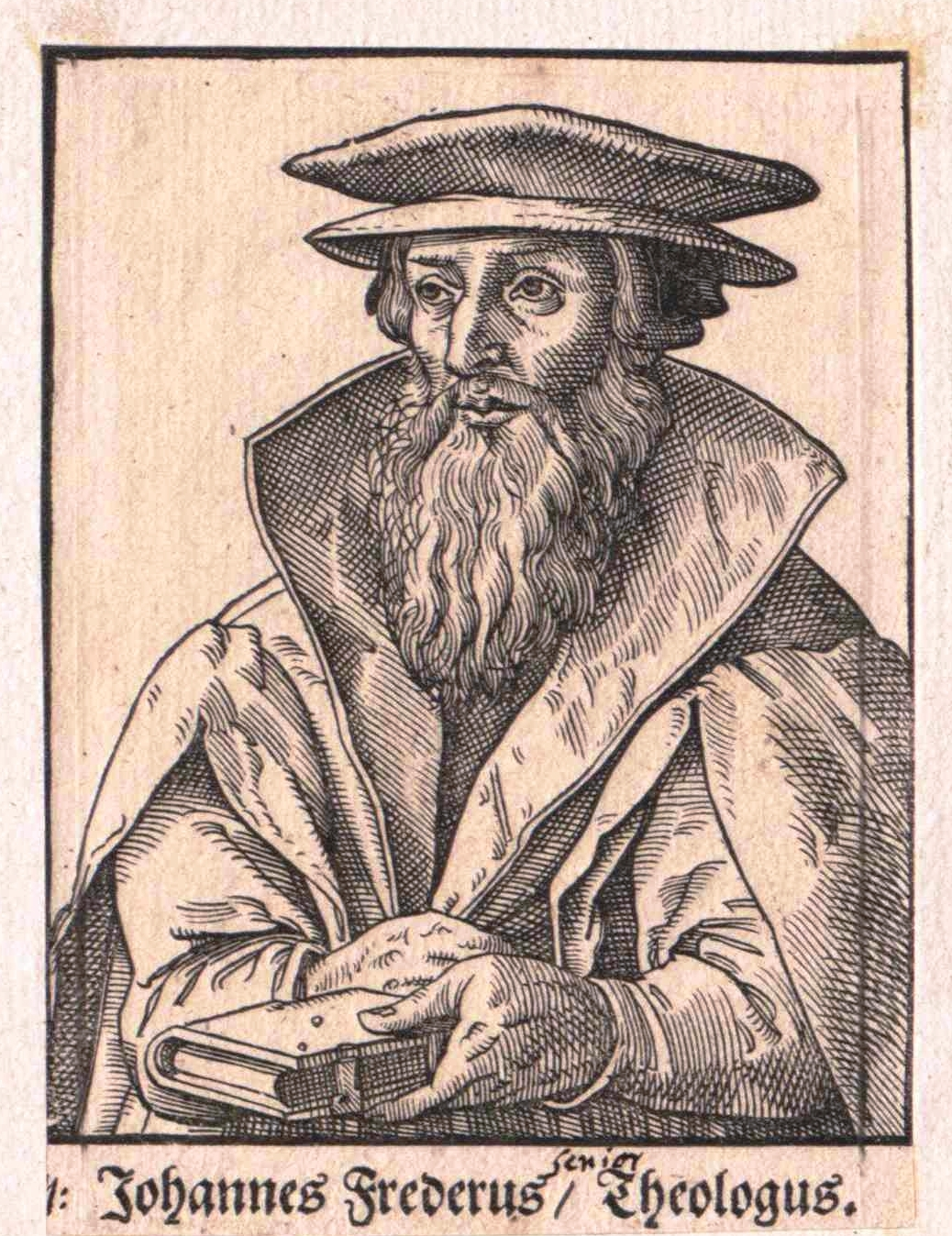
Johannes Freder; * 25. Januar

### Todesdatum gesichert
- 14. Januar: Johannes Stomius, Musiker, Pädagoge, Humanist, lateinischer Poet und Schulmann (* 1502)
- 25. Januar: Johannes Freder, deutscher lutherischer Theologe und Kirchenlieddichter (* 1510)

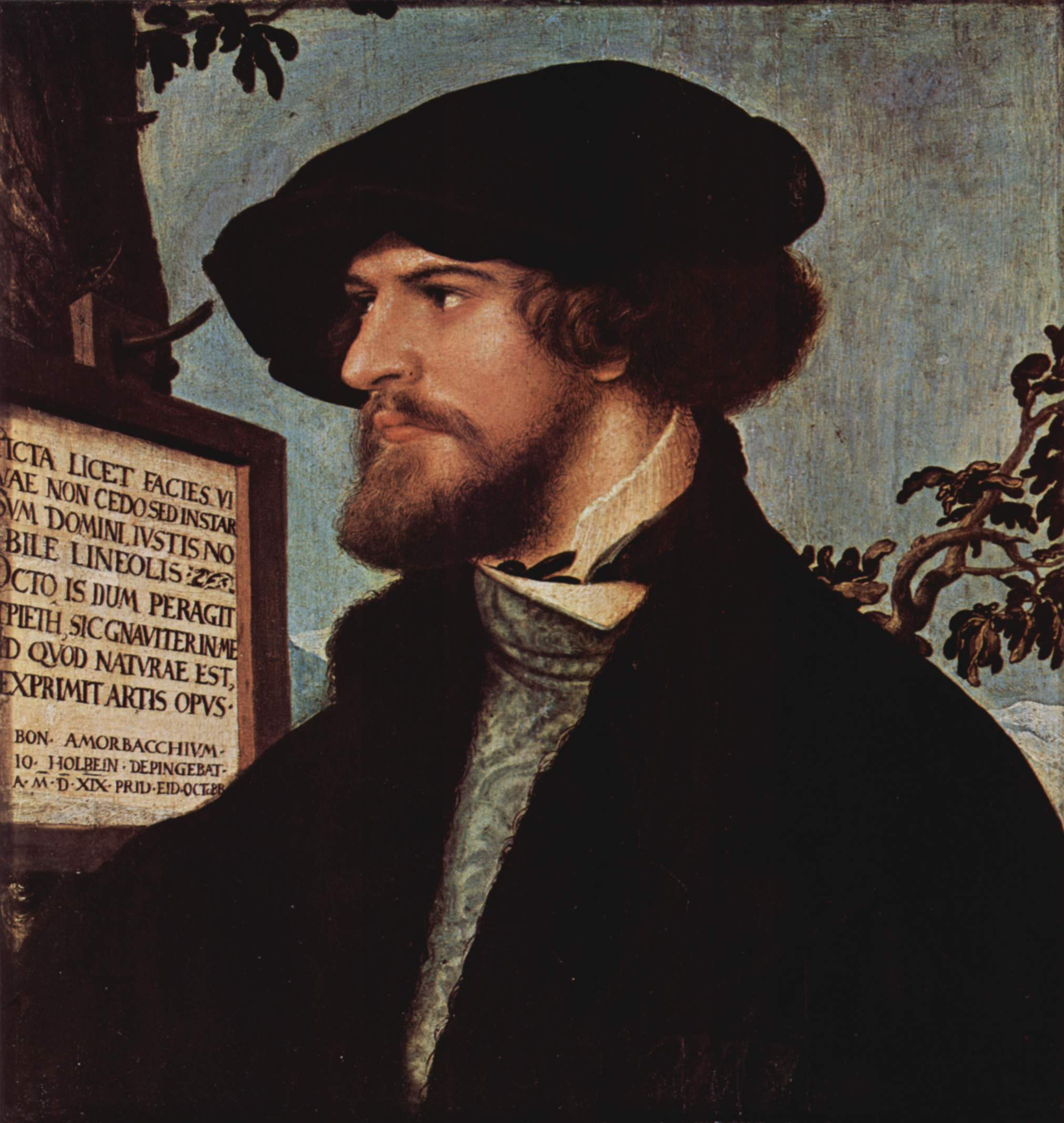
Bonifacius Amerbach; † 24. oder 25. April

- 24. oder 25. April: Bonifacius Amerbach, Schweizer Jurist, Komponist und Humanist (* 1495)
- 17. August: Symon Cock – flämischer Drucker, Herausgeber und Buchhändler (* 1489)[2]
- 13. Oktober: Claudin de Sermisy, französischer Sänger, Kapellmeister und Geistlicher (* um 1490)
- 07. Dezember: Adrian Willaert, flämischer Komponist und der Begründer der Venezianischen Schule (* 1490)
- 10. Dezember: Pieter Maessins, flämischer Komponist (* um 1505)[2]

### Genaues Todesdatum unbekannt
- Cornelius Canis, franko-flämischer Komponist, Sänger und Kapellmeister (* um 1506)
- Mikołaj z Chrzanowa, polnischer Komponist und Organist (* um 1485)

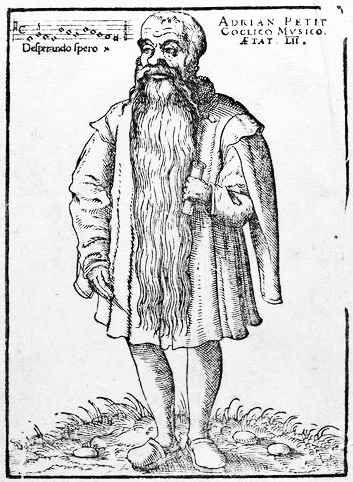
Adrianus Petit Coclico

- Adrianus Petit Coclico, franko-flämischer Komponist, Sänger und Musiktheoretiker (* 1499 oder 1500)
- Nicolaus Kropstein – deutscher Komponist (* um 1494)[2]
- Georg Ladenmacher, deutscher Kirchenlieddichter (* unbekannt)
- Friedrich Pfannmüller, oberpfälzischer Orgelbauer (* 1490)

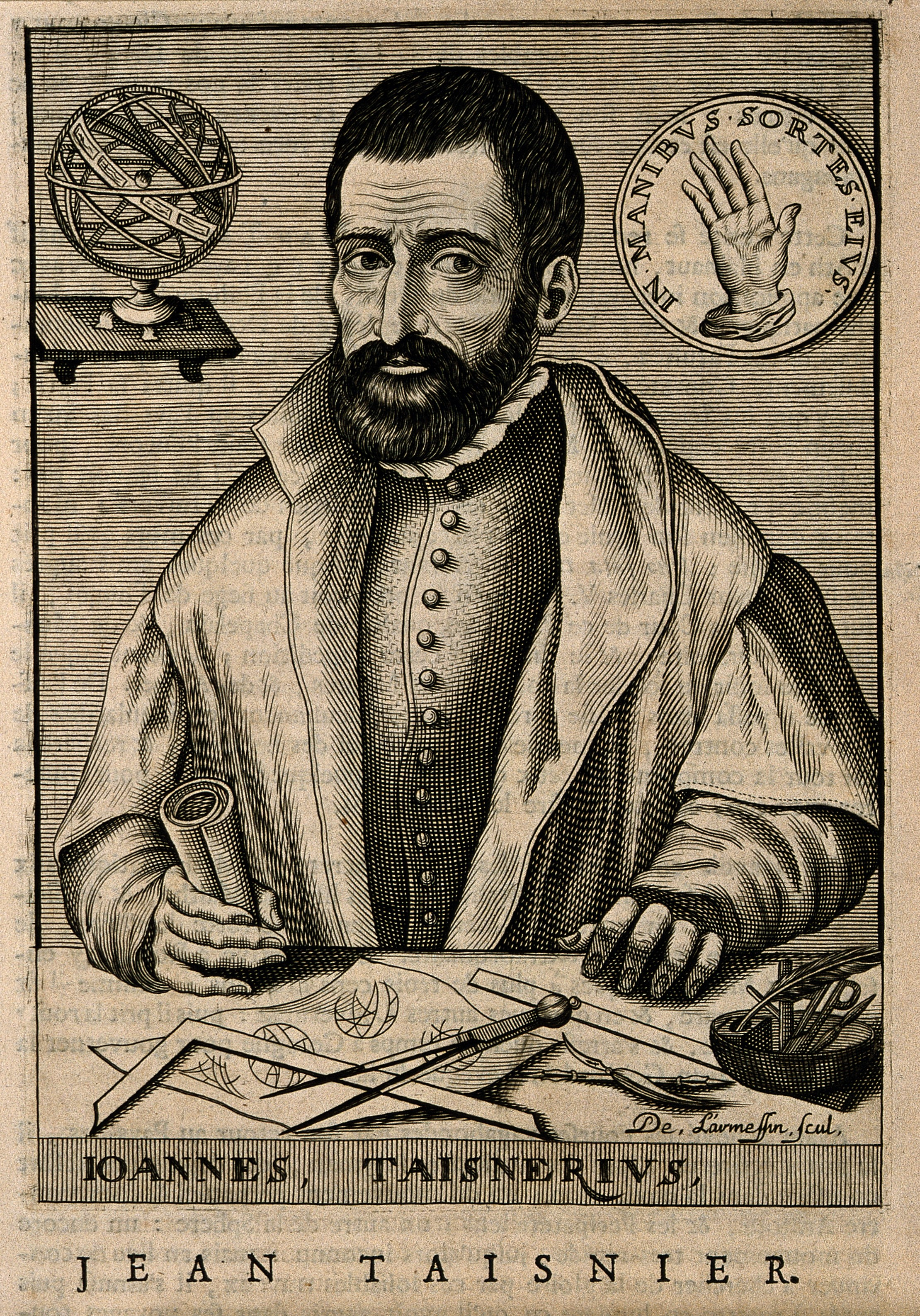
Jean Taisnier

- Jean Taisnier, belgischer Jurist, Musiker, Astrologe und Mathematiker (* 1508)

### Gestorben vor 1562
- Jörg Wickram, frühneuhochdeutscher Schriftsteller und Minnesänger (* um 1505)

### Gestorben um 1562
- Wolff Heckel, deutscher Lautenist und Komponist (* um 1515)
- Wolfgang Wolff, deutscher Lautenmacher

### Gestorben nach 1562
- Paolo Clerico – italienischer Komponist (* 1518)[2]
- Peter van Wilder, franko-flämischer Violenspieler, Flötist und Lautenist (* vor 1500?)[2]